# Joseph Plassmann
Joseph Eduard Clemens Plassmann (født 21. juni 1859 i Arnsberg, Westfalen, død 23. august 1940 i Münster) var en tysk astronom.
Plassmann ansattes 1881 ved gymnasiet i Münster, blev 1899 lektor og 1913 professor i astronomi ved universitetet sammesteds. Fra 1906 var Plassmann redaktør af Mittheilungen der Vereinigung von Freunde der Astronomie (fra 1920 benævnt Die Himmelwelt) og fra 1909 af Jahrbuch der Naturwissenschaften. Plassmann har fornemmelig beskæftiget sig med studiet af variable stjerner og meteorer og har herom skrevet talrige afhandlinger i fagtidsskrifter. Han har udgivet Himmelskunde (1898, 3. oplag 1913), Untersuchungen über die Lichtwechsel des Granatsterns μ Cephei (1904) samt Hevelius. Handbuch für Freunde der Astronomie und Kosmische Physik (1922). Plassmann har sammen med Pohle, Kreichgauer og Waagen udgivet Himmel und Erde. Unser Wissen von der Sternenwelt und der Erdball (2 bind 1908—09, Volksausgabe 1915).